# 斯卡爾布梅日

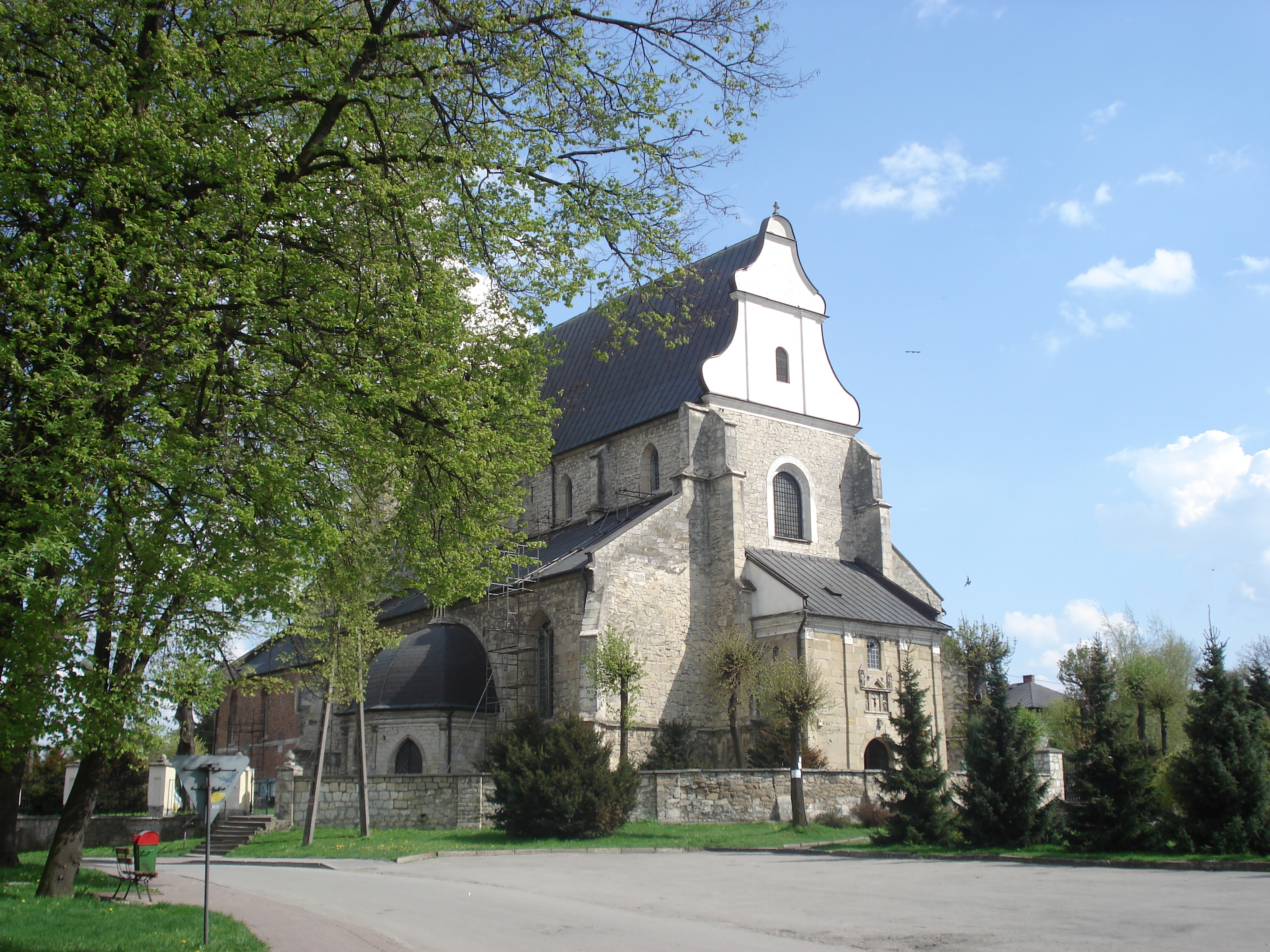

斯卡爾布梅日是波蘭的城鎮，位於該國東南部，由聖十字省負責管轄，始建於十二世紀，面積7.13平方公里，海拔高度200米，該地區自公元前4000年有人類居住，2006年人口1,323。
50°19′30″N 20°24′30″E / 50.32500°N 20.40833°E